# Norton United FC
Norton United FC (Norton United Football Club) är en fotbollsklubb från Smallthorne, Stoke-on-Trent, Staffordshire, England. Klubben grundades 1989 och gick med i Staffordshire Senior League samma år. De har blivit mästare i Midland League tre gånger. De har spelat i North West Counties Football League. Klubben lade ned 2015 då den inte kunde betala planhyran.